# Mario Alberto Carrera
Mario Alberto Carrera (Ciudad de Guatemala, 1947) es un narrador, ensayista, crítico y poeta guatemalteco. Mario integró el grupo Literario Editorial RIN-78 la Academia Guatemalteca de la Lengua, y entre los reconocimientos que ha recibido están el Premio de Cuento de la Asociación de Escritores y Amigos del Libro Nacional, el Quetzal de Oro, el Premio Único de Cuento Novella y el Premio Nacional de Literatura.

## Carrera
Mario se licenció en Filosofía y Letras en la Universidad Rafael Landívar y en Literatura Española en la Universidad de San Carlos. Fue columnista del Diario Siglo XXI, mantuvo la columna "Opinión" en el diario El Gráfico y presentó la obra de autores clásicos guatemaltecos, incluyendo a Miguel Ángel Asturias, Rafael Landívar, José Milla, Rafael Arévalo Martínez y Flavio Herrera.
Su novela "Hogar, dulce hogar", que retrata la clase media de Guatemala, ha conseguido tres ediciones, una de ellas en México. Escribió la pieza teatral "Expreso a Pandora" junto con Hugo Carrillo, bajo la influencia de O'Neill.En la segunda mitad del siglo XX se convirtió en uno de los autores que más extensamente exploró temáticas LGBT en su escritura, en particular en novelas como Hogar, dulce hogar (1982), Don Camaleón (1985)
y Diario de un tiempo escindido (1988).
Fue miembro del Grupo Literario Editorial RIN-78 y secretario de la Academia Guatemalteca de la Lengua. Entre los galardones que ha recibido se encuentran el primer Premio de Cuento de la Asociación de Escritores y Amigos del Libro Nacional en 1972, el "Quetzal de Oro" de la Asociación de Periodistas Guatemaltecos para el mejor libro de 1982 por la novela "Hogar, dulce hogar", el Premio Único de Cuento Novella por su relato "La apetecida esperanza de tu muerte",y el Premio Nacional de Literatura de 1999.
Como escritor, Carrera ha incursionado en múltiples géneros, incluyendo la crítica y el ensayo, y entre sus aportes importantes se encuentran estudios críticos sobre autores guatemaltecos.

## Premios
- Premio de Cuento de la Asociación de Escritores y Amigos del Libro Nacional (1972).
- "Quetzal de Oro", mejor libro de 1982 (Hogar, dulce hogar)
- Premio Único de Cuento Novella (La apetecida esperanza de tu muerte)

## Obras

### Poesía
- Buscando el sendero (1967)

### Cuento
- Cuentos psicoeróticos (1979)
- La apetecida esperanza de tu muerte (1995)
- El contar de los contares (1997)

### Novela
- Hogar, dulce hogar (1982)
- Don Camaleón (1985)
- Diario de un tiempo escindido (1988)
- Costumbres de Guatemala (1989)

### Ensayo
- La estética en el pensamiento de Hebert Marcuse (1972)
- Cuando el arte muera. Ensayos y artículos sobre estética y arte (1973)
- Las ocho novelas de Rafael Arévalo Martínez (1975)
- Cómo era Miguel Ángel Asturias (1975)
- Freud, Nietzche y otros vs. contra Carrera (1981)
- Ideas políticas en el teatro de Manuel Galich (1982)
- Panorama de la poesía femenina del siglo XX (1984)
- Biografía de siete escritores guatemaltecos (1997)

### Teatro
- Expreso a Pandora (1990)